# Cantonul Caen-1
Cantonul Caen-1 este un canton din arondismentul Caen, departamentul Calvados, regiunea Basse-Normandie, Franța.

## Comune
- Bretteville-sur-Odon
- Caen (parțial, reședință)